# Querétaro Fútbol Club 2016-2017

## Rosa 2016-2017
| N. |                        | Ruolo | Calciatore                       |
| -- | ---------------------- | ----- | -------------------------------- |
| 1  | Brasile (bandiera)     | P     | Tiago Volpi                      |
| 2  | Messico (bandiera)     | D     | George Corral                    |
| 3  | Argentina (bandiera)   | D     | Miguel Ángel Martínez (capitano) |
| 4  | Messico (bandiera)     | D     | Dionicio Escalante               |
| 6  | Argentina (bandiera)   | D     | Juan Forlín                      |
| 7  | Brasile (bandiera)     | A     | Camilo                           |
| 10 | Messico (bandiera)     | C     | Édgar Lugo                       |
| 11 | Paraguay (bandiera)    | C     | Édgar Benítez                    |
| 12 | Stati Uniti (bandiera) | D     | Jonathan Bornstein               |
| 14 | Messico (bandiera)     | C     | Luis Miguel Noriega              |
| 15 | Messico (bandiera)     | A     | Ángel Sepúlveda                  |
| 16 | Messico (bandiera)     | A     | Kevin Gutiérrez                  |

| N. |                      | Ruolo | Calciatore       |
| -- | -------------------- | ----- | ---------------- |
| 18 | Messico (bandiera)   | C     | Ricardo Esqueda  |
| 19 | Colombia (bandiera)  | C     | Yerson Candelo   |
| 20 | Colombia (bandiera)  | C     | Andrés Rentería  |
| 21 | Messico (bandiera)   | C     | Marco Jiménez    |
| 23 | Messico (bandiera)   | P     | Édgar Hernández  |
| 24 | Messico (bandiera)   | C     | Armando Zamorano |
| 27 | Messico (bandiera)   | D     | Hiram Mier       |
| 28 | Messico (bandiera)   | C     | Jaime Gómez      |
| 29 | Argentina (bandiera) | C     | Neri Cardozo     |
| 30 | Argentina (bandiera) | A     | Emanuel Villa    |
| 33 | Messico (bandiera)   | P     | Gil Alcalá       |
| 84 | Messico (bandiera)   | D     | Areli Hernández  |